# Kai Splittgerber
Kai Splittgerber (* 1981 in Köln) ist ein deutscher Autor und Verleger.

## Leben
Splittgerber studierte Kulturwissenschaften und Kreatives Schreiben und Kulturjournalismus an der Universität Hildesheim. 2004 gründete er den Glück-und-Schiller-Verlag (ein studentischer Verlag mit wechselnder redaktioneller Besetzung) und 2008 das Verlagsnetzwerk Fruehwerk. 2009 erstellte Splittgerber (mit Stephan Porombka) im Auftrag des Netzwerks der Literaturhäuser eine Studie zum literarischen Leben in den Neuen Bundesländern zu Beginn des 21. Jahrhunderts. Verschiedene journalistische und literarische Veröffentlichungen, u. a. im Tagesspiegel, der Berliner Zeitung und BELLA triste folgten. 2011 erschien (zusammen mit der Illustratorin Dorothea Huber) der Roman Brehms Tierland. Aus dem Expeditionsbuch des Tierforschers E. Alfred Brehm. Ein Abenteuerroman, für den er 2010 ein Arbeitsstipendium vom Niedersächsischen Ministerium für Wissenschaft und Kultur erhielt. Daneben gab Splittgerber zahlreiche Bücher (mit) heraus.

## Publikationen (Auswahl)
- Über Theater schreiben. Werkstattgespräche mit Theaterkritikern (zusammen mit Stephan Porombka). Glück & Schiller Verlag, 2005. ISBN 3-938404-06-X.
- Archivar der verschwindenden Dinge. Ein Werkstattgespräch mit Jochen Schimmang (zusammen mit Martin Bruch). Edition Pächterhaus, 2008. ISBN 978-3-941392-02-1.
- Brehms Tierland. Aus dem Expeditionsbuch des Tierforschers Edmund Alfred Brehm. Ein Abenteuerroman (zusammen mit Dorothea Huber). Büchergilde Gutenberg, 2011. ISBN 978-3-7632-6386-8.

Herausgaben
- Fahrtenschreiber. Berichte aus der Transportkultur. Hrsg. von Stephan Porombka, Kai Splittgerber, Glück & Schiller Verlag, 2006. ISBN 3-938404-07-8.
- lit.lifestyle. 99 Produkte für ein lesenswertes Leben. Hrsg. von Ariane Arndt, Steffen Martus, Stephan Porombka, Kai Splittgerber, Glück & Schiller Verlag, 2007. ISBN 978-3-938404-10-2.
- Kulturtagebuch. Leben und Schreiben in Hildesheim. Hrsg. von Stefan Mesch, Kai Splittgerber, Edition Pächterhaus, 2007. ISBN 978-3-938404-20-1.
- Helden der Kindheit. Aus Comic, Film und Fernsehen. Hrsg. von Andrea Baron, Kai Splittgerber. Büchergilde Gutenberg, 2013. ISBN 978-3-86406-031-1.